# Chekri Ganem
Chekri Ganem ((ar) شكري ابن إبراهيم غانم, Šukrī ibn Ibrāhīm Ġānim, 1861-1929) est un écrivain, dramaturge, poète et journaliste libanais d'expression française.

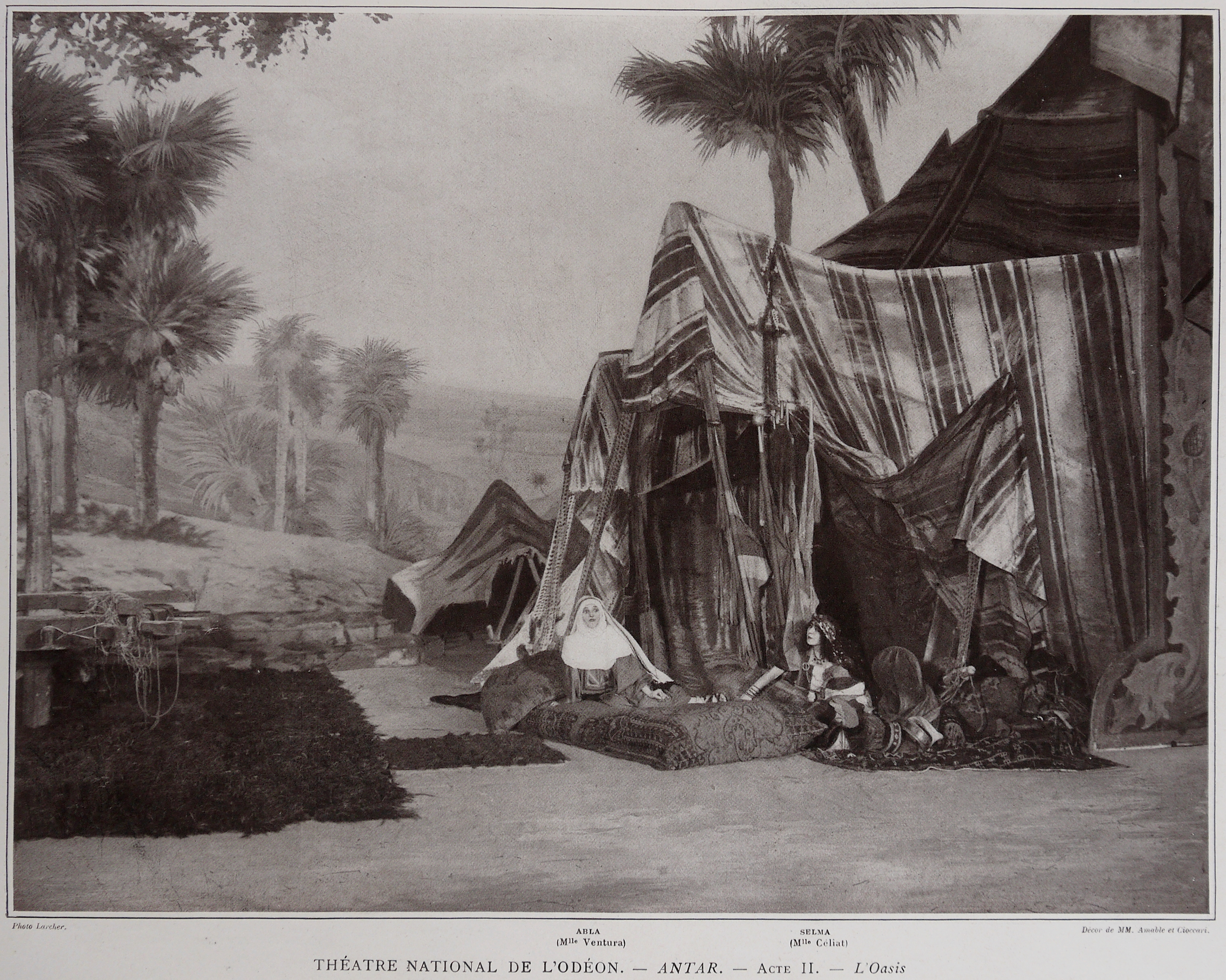
Antar au théâtre de l'Odéon, photographie parue dans la revue Le Théâtre, en mars 1910.

## Biographie
Né le 14 septembre 1861 à Beyrouth, dans l'Empire ottoman. Il fait ses études au Collège Saint-Joseph d'Antoura. 
Il quitte le Liban en 1883 et entreprend de nombreux voyages avant de s'établir en Tunisie où il occupe un poste d’interprète et d’archiviste au gouvernement tunisien. Il y séjourne jusqu’en 1888, avant de s'établir à Paris  en 1895, où il publie un recueil de poésie, Ronces et Fleurs en 1896. 
Devenu un fervent défenseur de l'indépendance du Liban vis-à-vis des Turcs. Il cofonde à Paris plusieurs comités et dirige avec Georges Samné (1877-1938), la revue économique, politique et littéraire Correspondance d'Orient à partir d'octobre 1908. Il devient vice-président des délégués syriens du premier Congrès général arabe qui se déroule dans la capitale française du 17 au 21 juin 1913, visant à demander aux autorités ottomanes plus d'autonomie. Il préside par la suite le Comité central syrien. Cette même année, il publie un premier roman, Da'ad, puis des pièces de théâtre, dont Antar, créée en 1910 au théâtre de l'Odéon. Cette dernière pièce a été transformée en opéra par Gabriel Dupont, et saluée par la critique lors de sa création en 1921 au Théâtre national de l'Opéra. Une autre de ses pièces, La Giaour (l'Infidèle), a été mise en musique par Marc Delmas en 1914.
Avec la fin de la Première Guerre mondiale et la chute de l’Empire ottoman, Chekri Ganem prononce e 13 février 1919 une allocution à la Conférence de la Paix à Paris au nom du Comité central syrien qu’il préside, revendiquant, avec le soutien de la France, l’unité historique de la Syrie, du Liban et de la Palestine. Ce projet ne verra pas le jour. Au début de l’année 1920, la vision de Chekri Ganem évolue vers la défense d’une indépendance du Grand-Liban sous l’égide de la France. En 1921, il donne sa démission de la présidence du « Comité central syrien » et se retire dans sa villa d’Antibes, nommée « La Libanaise », qu’il avait construite sur le modèle de sa maison natale.
En mars 1928, il est nommé commandeur de la Légion d'honneur.
Chekri Ganem meurt à Antibes, à la villa « La Libanaise », le 3 mai 1929, le lendemain de sa réception au grade de commandeur.

## Œuvres
- Fou d’amour, Tunis, 1894.
- Ronces et fleurs. Fleurs barbares. Fleurs fanées, Paris, 1896. Poésies
- Un quart d'heure des mille et une nuits, 1904.
- Ouarda ou Fleur d'amour, 1904.
- Tamerlan. Drame
- Da’ad, 1908. Roman
- Les Ailes
- La Giaour (l'infidèle). Drame lyrique.
- Antar, 1910. Théâtre
- Les neuf Aigles. Théâtre en collaboration avec Juliette Adam
- Monsieur Vincent. Théâtre en collaboration avec Simone Arnaud.